# 破浪強尼
《破浪強尼》，是日本男歌手桑田佳祐的第6張個人單曲。2001年7月4日發行。

## 簡介
是桑田佳祐1994年發行《祭典之後》7年以來首次發行個人單曲，1995年和Mr.Children合作的《奇蹟的地球》以來桑田個人名義的首張單曲。
桑田在2001年開始代言可口可樂廣告，《破浪強尼》就是桑田創作的用於自己代言的廣告歌。廣告播出後，歌曲大受歡迎，於是決定以個人的名義發行單曲。
《破浪強尼》的PV中，桑田扮演一個叫「古賀紅太」的廣告策劃者，在公司和同事討論一個夏日活動的系列策劃。討論會議結束後古賀紅太單獨留在會議室時，突然在他身旁吹起了一陣強風。等到他回神的那一刻，他看到眼前已不是繁忙的會議室；而是蔚藍的天空與大海。之後他拖著疲憊的身體突然拿著衝浪板到沙灘穿著西裝就去衝浪。
接著古賀紅太搖身一變、變回了桑田佳祐。桑田佳祐就襲著一身輕便的T恤和海灘褲、帶著衝浪版造型的吉他，在水上樂園裡和他的歌迷們快樂地將這首曲子演唱到最後。
單曲在2001年銷量為110.4萬張，是桑田第一張百萬銷量的個人單曲，2001年度日本單曲銷量第4位，他的另一首單曲《白色戀人們》也佔據第6位。

## 收錄曲目
1. 破浪強尼（波乗りジョニー）
作詞、作曲、編曲：桑田佳祐；管編曲：山本拓夫；弦編曲：島健
2. 黃昏的夏日假期（黄昏のサマー・ホリデイ）
作詞、作曲、編曲：桑田佳祐；英語補作詞：岩本惠理子；弦編曲：島健
3. MUSIC TIGER
作詞、作曲、編曲：桑田佳祐
4. Pride之歌 ～感謝茅崎～(大阪城實況演唱)（PRIDEの唄 ～茅ヶ崎はありがとう～ (LIVE in 大阪城ホール)）
作詞、作曲、編曲：桑田佳祐